# Top Kill

Schema der 'kill lines’ in einem Blowout-Preventer

Der englische Begriff Top Kill bezeichnet ein Verfahren, um einen Blowout einer Öl- oder Gasquelle zu stoppen und unter Kontrolle zu bringen.
Beim Top Kill wird Bohrspülung in das Bohrloch eingeschossen. Falls das Bohrloch damit ausreichend gefüllt werden kann, stoppt der hydrostatische Druck der Schlammsäule den Gas- und Ölfluss. Anschließend kann das Bohrloch z. B. mit Zement versiegelt werden.

## Anwendung
Top Kill wurde z. B. für die Versiegelung der brennenden Ölfelder in Kuwait angewandt, die von den sich zurückziehenden irakischen Truppen während des zweiten Golfkrieges in Brand gesetzt worden waren. Das Verfahren erlangte darüber hinaus im Rahmen der Ölpest im Golf von Mexiko 2010 Bekanntheit. Hierbei wurde über viele Stunden Bohrschlamm eingebracht, um eine Ölquelle am Meeresgrund zu verschließen, was jedoch erfolglos verlief.